# Jorge Abel Martín
Jorge Abel Martín (Buenos Aires, Argentina, 18 de marzo de 1946 - ibídem, 8 de diciembre de 1990) fue un actor, periodista, dramaturgo y crítico de cine argentino de larga trayectoria.

## Carrera
Jorge Abel Martín fue un crítico cinematográfico de Argentina. Sus artículos destacaban sobre todo en el análisis por distintas instancias por las que el cine argentino había transcurrido. incluyendo las fichas técnicas completas del material producido. Se destacó siempre por ser el más exhaustivos y apasionados estudiosos del cine argentino.
Inició su carrera periodística en 1968 en el diario El Trabajo, de Mar del Plata. Desde entonces comenzó a colaborar en diversas publicaciones argentinas y extranjeras. También trabajó para los diarios La Opinión y La Prensa a fines de los 80's.
Publicó varios libros, entre ellos: Cine Argentino '76 (1977), Cine Argentino '77 (1978), Cine Argentino '78 (1979), Cine Argentino '79 (1980), Los films de Leopoldo Torres Nilsson (1980), Los films de Armando Bó con Isabel Sarli (1981), Cine Argentino '82 (1983), Cine argentino '83 (1984), Cine Argentino '84 (1985), Una cierta mirada (1985) y Diccionario de realizadores contemporáneos: cine argentino (1987). En 1980 escribió la monografía Nuestra ciudad en el cine.
Trabajó como columnista en la revista Tiempo Argentino, que apareció entre 1982 y 1986, espacio donde expresó que «Abolir el olvido significa también recuperar el pasado». Según Javier Porta Fouz, Martín solía escribir casi todas las críticas sobre películas nacionales, pero lamentablemente sus textos eran convencionales y, en general, celebraban las películas con eufemismos y blandura, una práctica que seguía existiendo en la mayor parte de la crítica de cine a principios de los noventa.
En una entrevista realizada en enero de 1982 para El Popular, Jorge Abel Martín supo decir:

«La mejor manera de historiar nuestro cine es amándolo. Dicen que cuando los chicos nacen vienen con un pan bajo el brazo, yo pienso que vine con una ficha técnica».

Su llegada a la pantalla grande como intérprete tuvo lugar en 1984 con el filme histórico Asesinato en el Senado de la Nación junto a Pepe Soriano y  Miguel Ángel Solá.

## Filmografía
- 1965: Mundo nuevo (cortometraje en el que estuvo presente como colaborador artístico y de ficha)
- 1984: Asesinato en el Senado de la Nación
- 1985: Bairoletto, la aventura de un rebelde
- 1988: Alguien te está mirando
- 1988: Abierto de 18 a 24[9]